# Нукак
Нукак (Guaviare, Maczsa, Nukak, Nukak Makú) — язык макуанской (надахупской) языковой семьи, на котором говорит народ нукак, который проживает в области джунглей департамента Гуавьяре между реками Гуавьяре и Инирида, выше к муниципалитету Мапирипан, около города Чако-Кайман, в Колумбии. Иногда считают тем же языком, что и какуа, поскольку в них совпадает большой процент лексикона и, возможно, имеется взаимопонятность.